# Gerhard Hecker (Sportdidaktiker)
Gerhard Hecker (* 18. Juni 1926 in Weltersburg; † 30. Dezember 2007) war ein deutscher Sportdidaktiker und Hochschullehrer.

## Leben
Hecker, Sohn eines Lehrers, wuchs in Weltersburg im Westerwald und ab dem zehnten Lebensjahr in Sulzbach auf. Er spielte als Jugendlicher Fußball und Handball.
Er besuchte ab 1937 ein Gymnasium in Frankfurt-Höchst. Ab 1943 war er im Zweiten Weltkrieg als Luftwaffenhelfer, dann ab 1944 im Arbeitsdienst und als Pionier tätig. 1944 geriet er in Kriegsgefangenschaft der US-Armee und wurde im April 1946 entlassen. Anschließend nahm er an einem Lehrgang zur Erlangung des Abiturs teil.
Ab dem Wintersemester 1947/1948 studierte Hecker an der Johann Wolfgang Goethe-Universität Frankfurt am Main Leibeserziehung und war ab 1950 als staatlich geprüfter Turn- und Sportlehrer tätig. 1948 wurde er mit der Auswahl der Frankfurter Uni Deutscher Hochschulmeister. Er setzte in Frankfurt sein Studium fort (für das höhere Lehramt), nutzte dieses aber vornehmlich als „Studium Generale“ und besuchte insbesondere Veranstaltungen in den Fächern Philosophie, Pädagogik, Geschichte, Sport und Politik. Dabei nahm er auch an Seminaren bei Max Horkheimer, Hermann Altrock und Theodor W. Adorno teil. 1952 legte er die Prüfung zum Skilehrer ab. Um seinen Lebensunterhalt zu verdienen, führte Hecker unterschiedliche Hilfsarbeiten aus, so zum Beispiel auf Baustellen und als Mitglied einer Musikgruppe.
Ab 1953 hatte er eine Anstellung als Sportlehrer an einem Realgymnasium in Mannheim und war gleichzeitig als Handballtrainer und -spieler bei der SG Leutershausen beschäftigt. Er absolvierte bis 1957 ein Volks- und Realschullehrerstudium am Pädagogischen Institut Weilburg und war hernach als Volksschullehrer in Flörsheim tätig.
1960 trat Hecker eine Assistentenstelle im Fach Leibeserziehung am Pädagogischen Institut in Weilburg an. Nachdem die Lehrerausbildung in Hessen in den Zuständigkeitsbereich der Universitäten übergegangen war, arbeitete er ab 1962 als pädagogischer Mitarbeiter an der Justus-Liebig-Universität Gießen und nahm gleichzeitig an der Philipps-Universität Marburg ein Promotionsstudium auf. Ab 1965 war Hecker als Lehrkraft für Leibesübungen an der Abteilung Siegerland der Pädagogischen Hochschule Westfalen-Lippe angestellt. 1970 schloss er an der Uni Marburg seine Doktorarbeit (Titel: „Die Eigenart aktualisierter Aufgaben als Leistungsfaktor im Sportunterricht“) sowie ein Jahr später seine Habilitation (Titel der Schrift: „Leistungsentwicklung im Sportunterricht: ein Beitrag zur Curriculumentwicklung für den Sportunterricht der Grundschule“) ab.
1972 übernahm Hecker an der Pädagogischen Hochschule Rheinland/Abteilung Aachen eine Professur für Leibeserziehung, 1975 wechselte er auf eine Professorenstelle für Sportdidaktik an die Deutsche Sporthochschule Köln (DSHS) und blieb dort bis 1991, als Hecker in den Ruhestand ging. Im selben Jahr wurde ihm die Bronzemedaille der Sporthochschule verliehen. Anschließend blieb der in Bad Soden wohnhafte Hecker als Betreuer von Doktorarbeiten, Gutachter, Vortragsredner (unter anderem in südamerikanischen Ländern, China und Polen) und Lehrkraft (etwa an der Trainerakademie Köln) beruflich tätig.
Von 1987 bis 1990 hatte er das Amt des Präsidenten des Ausschusses Deutscher Leibeserzieher (ADL) inne. Er gehörte 15 Jahre (davon zwölf als Schriftleiter) lang zur Redaktion der Zeitschrift Sportunterricht. Hecker, der jahrelang Mitglied der Deutsche Vereinigung für Sportwissenschaft war, setzte sich für die Ausbildung chinesischer Sportwissenschaftler in Deutschland ein.
Hecker befasste sich während seiner wissenschaftlichen Laufbahn unter anderem mit der Sportdidaktik, mit Reformpädagogik, den Begriffen Leistung und Wetteifer in der Sportpaedagogik, dem Schulsport, mit Methodik und Didaktik im Sportunterricht, dem Gesundheitssport, dem Sinn sportlichen Handelns, der Person des Trainers und mit dem Umgang mit Belastungssituationen. Er gab mit Heinz Denk die Reihe „Texte zur Sportpädagogik“ heraus.